# Solange Rodríguez
Solange Rodríguez Pappe (Guayaquil, 1976) é uma escritora equatoriana de narrativa breve.
Realizou seus estudos superiores na Universidade Católica de Santiago de Guayaquil, onde obteve o título de licenciada em literatura e partilhou aulas com escritores como María Fernanda Ampuero, Luis Carlos Mussó, entre outros. Posteriormente realizou um mestrado em literatura hispano-americana na Universidade Andina Simón Bolívar.
Publicou seu primeiro livro de relatos, Tinta sangue, em 2000 sob a editorial Gato Tuerto. A esta obra seguiram-lhe Dracofilia (2005) e O lugar dos aparecimentos (2007).
Em 2010 ganhou o Prémio Joaquín Galegos Lara, outorgado pelo município de Quito, por seu livro de contos Bales perdidas.

## Obras
- Tinta sangue (2000)
- Dracofilia (2005)
- O lugar dos aparecimentos (2007)
- Balas perdidas (2010)
- Caixa de magia (2013), pubicación digital
- Episódio aberrante (2014), pubicación digital
- A bondade dos estranhos (2014)
- Levitaciones (2017)